# Gliese 69
Gliese 69 is een hoofdreeksster van het type K5, gelegen in het sterrenbeeld Cassiopeia op 44,09 lichtjaar van de Zon.